# شياو ون جو
 شياو ون جو  (صينية مبسطة: 雎晓雯; صينية تقليدية: 雎曉雯; بينيين:جو شياون؛ مواليد 19 مايو 1989 في شيان) عارضة أزياء صينية أول عارضة أزياء من أصل صيني تكون وجه مارك جاكوبس.

## نشأتها
ولدت شياو ون جو في 19 مايو 1989 في مدينة شيآن بمقاطعة شنشي. بدأت حياتها المهنية كعارضة أزياء في الصين عام 2010، حيث وقعت عقدًا مع شركة آي إم جي مودلز.

## روابط خارجية
- شياو ون جو على سينا ويبو.
- شياو ون جو على إنستغرام
- شياو ون جو على موقع IMDb (الإنجليزية)
- شياو ون جو على موقع دليل عارضات الأزياء (الإنجليزية)